# Algeria ai Giochi della XXX Olimpiade
L'Algeria ha partecipato ai Giochi della XXX Olimpiade di Londra con una delegazione di 39 atleti, ottenendo il 50º posto nel medagliere totale grazie alla medaglia d'oro conquistata da  Taoufik Makhloufi nei 1500 metri piani maschili.

## Medaglie
| Medaglia | Nome              | Sport    | Evento          |
| -------- | ----------------- | -------- | --------------- |
| Oro      | Taoufik Makhloufi | Atletica | 1500 m maschili |

## Atletica leggera
Uomini
| Atleta            | Gara         | Batteria     | Batteria     | Quarti di finale | Quarti di finale | Semifinale      | Semifinale      | Finale          | Finale          |
| Atleta            | Gara         | Tempo        | Posizione    | Tempo            | Posizione        | Tempo           | Posizione       | Tempo           | Posizione       |
| ----------------- | ------------ | ------------ | ------------ | ---------------- | ---------------- | --------------- | --------------- | --------------- | --------------- |
| Rabah Aboud       | 5000 m       | 13:28.38     | 14           | N.D.             | N.D.             | N.D.            | N.D.            | Non qualificato | Non qualificato |
| Mohamed Belabbas  | 3000 m siepi | Non conclude | Non conclude | N.D.             | N.D.             | N.D.            | N.D.            | Non qualificato | Non qualificato |
| Tayeb Filali      | Maratona     | N.D.         | N.D.         | N.D.             | N.D.             | N.D.            | N.D.            | Non conclude    | Non conclude    |
| Taoufik Makhloufi | 800 m        | Non conclude | Non conclude | N.D.             | N.D.             | Non qualificato | Non qualificato | Non qualificato | Non qualificato |
| Taoufik Makhloufi | 1500 m       | 3:35.15      | 1 Q          | N.D.             | N.D.             | 3:42.25         | 1 Q             | 3:34.08         |                 |

| Atleta     | Gara         | Qualificazione | Qualificazione | Finale          | Finale          |
| Atleta     | Gara         | Distanza       | Posizione      | Distanza        | Posizione       |
| ---------- | ------------ | -------------- | -------------- | --------------- | --------------- |
| Issam Nima | Salto triplo | 16.50          | 15             | Non qualificato | Non qualificato |

Donne
| Atleta          | Gara     | Batteria | Batteria  | Quarti di finale | Quarti di finale | Semifinale | Semifinale | Finale  | Finale    |
| Atleta          | Gara     | Tempo    | Posizione | Tempo            | Posizione        | Tempo      | Posizione  | Tempo   | Posizione |
| --------------- | -------- | -------- | --------- | ---------------- | ---------------- | ---------- | ---------- | ------- | --------- |
| Souad Ait Salem | Maratona | N.D.     | N.D.      | N.D.             | N.D.             | N.D.       | N.D.       | 2:31:15 | 37        |

## Canottaggio
Donne
| Atleta      | Gara              | Batteria | Batteria  | Ripescaggio | Ripescaggio | Quarti di finale | Quarti di finale | Semifinale      | Semifinale      | Finale  | Finale      |
| Atleta      | Gara              | Tempo    | Posizione | Tempo       | Posizione   | Tempo            | Posizione        | Tempo           | Posizione       | Tempo   | Posizione   |
| ----------- | ----------------- | -------- | --------- | ----------- | ----------- | ---------------- | ---------------- | --------------- | --------------- | ------- | ----------- |
| Amina Rouba | Singolo femminile | 8:15.94  | 5 R       | 8:12.83     | 4           | Non qualificata  | Non qualificata  | Non qualificata | Non qualificata | 8:42.23 | 6° Finale E |

## Ciclismo

### Strada
| Atleta         | Gara                    | Tempo        | Posizione    |
| -------------- | ----------------------- | ------------ | ------------ |
| Azzadine Lagab | Corsa in linea maschile | Non conclude | Non conclude |

## Judo
| Atleta        | Gara             | Trentaduesimi di finale | Sedicesimi di finale | Quarti di finale     | Semifinale           | Ripescaggio 1        | Ripescaggio 2        | Finale               | Finale          |
| Atleta        | Gara             | Avversario Risultato    | Avversario Risultato | Avversario Risultato | Avversario Risultato | Avversario Risultato | Avversario Risultato | Avversario Risultato | Posizione       |
| ------------- | ---------------- | ----------------------- | -------------------- | -------------------- | -------------------- | -------------------- | -------------------- | -------------------- | --------------- |
| Soraya Haddad | 52 kg femminile  | Chițu P 0000–0100       | Non qualificata      | Non qualificata      | Non qualificata      | Non qualificata      | Non qualificata      | Non qualificata      | Non qualificata |
| Sonia Asselah | +78 kg femminile | Bryant P 0001–0100      | Non qualificata      | Non qualificata      | Non qualificata      | Non qualificata      | Non qualificata      | Non qualificata      | Non qualificata |

## Lotta
Lotta libera maschile
| Atleta         | Gara           | Qualificazioni       | Sedicesimi           | Quarti               | Semifinale           | Ripescaggio 1        | Ripescaggio 2        | Finale               | Finale    |
| Atleta         | Gara           | Avversario Risultato | Avversario Risultato | Avversario Risultato | Avversario Risultato | Avversario Risultato | Avversario Risultato | Avversario Risultato | Posizione |
| -------------- | -------------- | -------------------- | -------------------- | -------------------- | -------------------- | -------------------- | -------------------- | -------------------- | --------- |
| Mohamed Louafi | 84 kg maschile | Gattsiev P 1–3       | Non qualificato      | Non qualificato      | Non qualificato      | Non qualificato      | Non qualificato      | Non qualificato      | 26        |

Lotta greco-romana maschile
| Atleta         | Gara           | Qualificazioni       | Sedicesimi           | Quarti               | Semifinale           | Ripescaggio 1        | Ripescaggio 2        | Finale               | Finale    |
| Atleta         | Gara           | Avversario Risultato | Avversario Risultato | Avversario Risultato | Avversario Risultato | Avversario Risultato | Avversario Risultato | Avversario Risultato | Posizione |
| -------------- | -------------- | -------------------- | -------------------- | -------------------- | -------------------- | -------------------- | -------------------- | -------------------- | --------- |
| Tarek Benaissa | 60 kg maschile |                      | Kuramagomedov P 0–3  | Non qualificato      | Non qualificato      | Non qualificato      | Non qualificato      | Non qualificato      | 16        |
| Mohamed Serir  | 66 kg maschile | Venckaitis P 1–3     | Non qualificato      | Non qualificato      | Non qualificato      | Non qualificato      | Non qualificato      | Non qualificato      | 13        |

## Nuoto
Uomini
| Atleta       | Gara               | Batteria | Batteria  | Semifinale      | Semifinale      | Finale          | Finale          |
| Atleta       | Gara               | Tempo    | Posizione | Tempo           | Posizione       | Tempo           | Posizione       |
| ------------ | ------------------ | -------- | --------- | --------------- | --------------- | --------------- | --------------- |
| Nabil Kebbab | 100 m stile libero | 50.37    | 33        | Non qualificato | Non qualificato | Non qualificato | Non qualificato |

## Pallavolo

### Donne

#### Rosa
|  | Naz.               | Ruolo | Sportivo         | Anno | Alt. |  |
|  | ------------------ | ----- | ---------------- | ---- | ---- |  |
|  | Algeria (bandiera) | P     | Sehryne Hennaoui | 1988 | 1,72 |  |
|  | Algeria (bandiera) | C     | Dallal Achour    | 1994 | 1,75 |  |
|  | Algeria (bandiera) | L     | Salima Hammouche | 1984 | 1,58 |  |
|  | Algeria (bandiera) | SL    | Amel Khamtache   | 1981 | 1,81 |  |
|  | Algeria (bandiera) | SL    | Zohra Bensalem   | 1990 | 1,78 |  |
|  | Algeria (bandiera) | P     | Sarra Belhocine  | 1994 | 1,76 |  |
|  | Algeria (bandiera) | SL    | Mouni Abderrahim | 1985 | 1,71 |  |
|  | Algeria (bandiera) | SL    | Safia Boukhima   | 1991 | 1,76 |  |
|  | Algeria (bandiera) | L     | Nawal Mansouri   | 1985 | 1,74 |  |
|  | Algeria (bandiera) | C     | Lydia Oulmou (C) | 1986 | 1,86 |  |
|  | Algeria (bandiera) | C     | Tassadit Aïssou  | 1989 | 1,84 |  |
|  | Algeria (bandiera) | SL    | Celia Bourihane  | 1995 | 1,77 |  |

#### Prima fase
Girone
| Girone A                                                   |
| ---------------------------------------------------------- |
| Algeria Giappone Italia Regno Unito Rep. Dominicana Russia |

Partite
Classifica

## Pugilato
Maschile
| Atleta                | Evento                      | Sedicesimi                     | Ottavi di finale               | Quarti di finale           | Semifinali           | Finale               | Pos. |
| Atleta                | Evento                      | Avversario Risultato           | Avversario Risultato           | Avversario Risultato       | Avversario Risultato | Avversario Risultato | Pos. |
| --------------------- | --------------------------- | ------------------------------ | ------------------------------ | -------------------------- | -------------------- | -------------------- | ---- |
| Mohamed Flissi        | Pesi mosca leggeri (-49 kg) | K. Pongprayoon (THA) P (11–19) | non qualificato                | non qualificato            | non qualificato      | non qualificato      | 17°  |
| Samir Brahimi         | Pesi mosca (-52 kg)         | J. Woods (AUS) V (14–12)       | M. Alojan (RUS) P (9–14)       | non qualificato            | non qualificato      | non qualificato      | 9°   |
| Mohamed Amine Ouadahi | Pesi gallo (-56 kg)         | M. Turkadze (GEO) V (WO)       | W. Encarnación (DOM) V (16–10) | S. Shimizu (JPN) P (15–17) | non qualificato      | non qualificato      | 5°   |
| Abdelkader Chadi      | Pesi leggeri (-60 kg)       | F. Keleş (TUR) P (8–15)        | non qualificato                | non qualificato            | non qualificato      | non qualificato      | 17°  |
| Ilyas Abbadi          | Pesi welter (-69 kg)        | F. Evans (GBR) P (10–18)       | non qualificato                | non qualificato            | non qualificato      | non qualificato      | 17°  |
| Abdelmalek Rahou      | Pesi medi (-75 kg)          | J. Ross (AUS) V (13-11)        | R. Murata (JPN) P (12–21)      | non qualificato            | non qualificato      | non qualificato      | 9°   |
| Abdelhafid Benchabla  | Pesi mediomassimi (-81 kg)  | Bye                            | E. Kölling (GER) V (12–9)      | O. Hvozdyk (UKR) P (17–19) | non qualificato      | non qualificato      | 5°   |
| Chouaib Bouloudinats  | Pesi massimi (-91 kg)       | N.D.                           | Y. Peralta (ARG) P (5–13)      | non qualificato            | non qualificato      | non qualificato      | 9°   |

## Scherma
Donne
| Atleta                | Gara     | Sessantaquattresimi di finale | Trentaduesimi di finale | Sedicesimi di finale | Quarti di finale     | Semifinale           | Finale               | Finale          |
| Atleta                | Gara     | Avversario Punteggio          | Avversario Punteggio    | Avversario Punteggio | Avversario Punteggio | Avversario Punteggio | Avversario Punteggio | Posizione       |
| --------------------- | -------- | ----------------------------- | ----------------------- | -------------------- | -------------------- | -------------------- | -------------------- | --------------- |
| Anissa Khelfaoui      | Fioretto | Leleyko P 4–15                | Non qualificata         | Non qualificata      | Non qualificata      | Non qualificata      | Non qualificata      | Non qualificata |
| Melissa Lea Moutossam | Sciabola |                               | Velikaya P 6–15         | Non qualificata      | Non qualificata      | Non qualificata      | Non qualificata      | Non qualificata |

## Sollevamento pesi
| Atleta       | Gara            | Strappo   | Strappo   | Slancio   | Slancio   | Totale | Posizione |
| Atleta       | Gara            | Risultato | Posizione | Risultato | Posizione | Totale | Posizione |
| ------------ | --------------- | --------- | --------- | --------- | --------- | ------ | --------- |
| Walid Bidani | 105 kg maschile | 160       | 14        | 180       | 14        | 340    | 14        |

## Taekwondo
Uomini
| Atleta           | Gara  | Sedicesimi di finale | Quarti di finale     | Semifinale           | Ripescaggio 1        | Ripescaggio 2        | Finale               | Finale          |
| Atleta           | Gara  | Avversario Risultato | Avversario Risultato | Avversario Risultato | Avversario Risultato | Avversario Risultato | Avversario Risultato | Posizione       |
| ---------------- | ----- | -------------------- | -------------------- | -------------------- | -------------------- | -------------------- | -------------------- | --------------- |
| Mokdad El-Yamine | 58 kg | Muñoz P 1–8          | Non qualificato      | Non qualificato      | Non qualificato      | Non qualificato      | Non qualificato      | Non qualificato |

## Tiro a segno
Uomini
| Atleta      | Gara                | Qualificazioni | Qualificazioni | Finale          | Finale          |
| Atleta      | Gara                | Punti          | Posizione      | Punti           | Posizione       |
| ----------- | ------------------- | -------------- | -------------- | --------------- | --------------- |
| Fateh Ziadi | 10 m aria compressa | 562            | 43             | Non qualificato | Non qualificato |